# Premiul Bram Stoker pentru cel mai bun roman - debut
Premiul Bram Stoker pentru cel mai bun roman - debut (Bram Stoker Award for Best First Novel) este un premiu anual acordat de Horror Writers Association (HWA) pentru cel mai bun primul roman de fantezie întunecată și literatură de groază al unui scriitor.

## Câștigători și nominalizări
Următoarea este o listă de câștigători și nominalizări ale premiului Bram Stoker pentru cel mai bun roman cu care a debutat un scriitor.
- 1987: The Manse de Lisa Cantrell

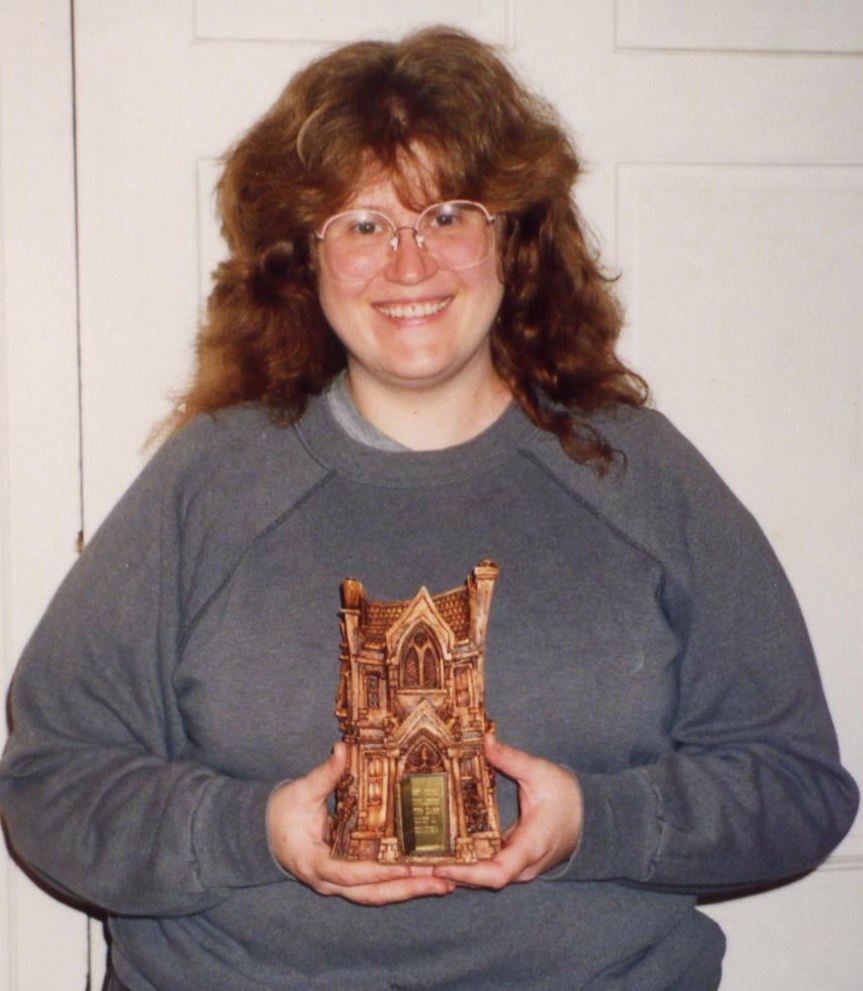
Nancy A. Collins cu Premiul Bram Stoker pe care l-a primit

  - The Damnation Game de Clive Barker
  - Slob de Rex Miller
  - The Harvest Bride de Tony Richards
  - Excavation de Steve Rasnic Tem
- 1988: The Suiting de Kelley Wilde
  - Cities of the Dead de Michael Paine
  - Resurrection, Inc. de Kevin J. Anderson
  - Deliver Us From Evil de Allen Lee Harris
  - Demon Night de J. Michael Straczynski
  - Fear Book de John L. Byrne
- 1989: Sunglasses After Dark de Nancy A. Collins
  - The Dwelling de Tom Elliott (JW Paine)
  - Goat Dance de Douglas Clegg
  - Laying The Music To Rest de Dean Wesley Smith
  - The Lilith Factor de Jean Paiva
- 1990: The Revelation de Bentley Little
  - Blood of the Children de Alan Rodgers
  - Dark Father de Tom Piccirilli
  - Nightblood de T. Chris Martindale
- 1991: The Cipher de Kathe Koja (împărțit)
- 1991: Prodigal de Melanie Tem (împărțit)
  - Winter Scream de Chris Curry & L. Dean James
  - Wilderness de Dennis Danvers
  - Unearthed de Ashley McConnell
- 1992: Sineater de Elizabeth Massie
  - Lost Souls de Poppy Z. Brite
  - Beauty de Brian D'Amato
  - Less Than Human de Gary Raisor
  - The Holy Terror de Wayne Allen Salee
- 1993: The Thread that Binds the Bones de Nina Kiriki Hoffman
  - Afterage de Yvonne Navarro
  - Created By from Richard Christian Matheson
  - Suckers de Anne Billson
  - Wet Work de Philip Nutman
- 1994: Grave Markings de Michael Arnzen
  - The Black Mariah de Jay R. Bonansinga
  - Deadweight de Robert Devereaux
  - Near Death de Nancy Kilpatrick
- 1995: The Safety of Unknown Cities de Lucy Taylor
  - Diary of a Vampire de Gary Bowen
  - The Between de Tananarive Due
  - Madeleine's Ghost de Robert Girardi
  - Wyrm Wolf de Edo van Belkom
- 1996: Crota de Owl Goingback
  - Flute Song de Donald R. Burleson
  - Horror Show de Greg Kihn
  - Dead Heat de Del Stone
- 1997: Lives of the Monster Dogs de Kirsten Bakis
  - The Art of Arrow Cutting de Stephen Dedman
  - Hungry Eyes de Barry Hoffman
  - Drawn to the Grave de Mary Ann Mitchell
  - The Inquisitor de Mary Murrey
- 1998: Dawn Song de Michael Marano
  - Night Prayers de P.D. Cacek
  - This Symbiotic Fascination de Charlee Jacob
  - Silk de Caitlin R. Kiernan
- 1999: Wither de J.G. Passarella
  - Widow's Walk de Steve Beai
  - Every Dead Thing de John Connolly
  - King Rat de China Miéville
- 2000: The Licking Valley Coon Hunters Club de Brian A. Hopkins
  - Nailed by the Heart de Simon Clark
  - House of Leaves de Mark Z. Danielewski
  - Run de Douglas E. Winter
- 2001: Deadliest of the Species de Michael Oliveri
  - Phantom Feast de Diana Barron
  - Skating on the Edge de d.g.k. goldberg
  - Riverwatch de Joe Nassise
- 2002: The Lovely Bones de Alice Sebold
  - The Blues Ain't Nothing de Tina Jens
  - Atmosphere de Michael Laimo
  - The Red Church de Scott Nicholson
- 2003: The Rising de Brian Keene
  - Wolf's Trap de William D. Gagliani
  - Monstrocity de Jeffrey Thomas
  - Veniss Underground de Jeff Vandermeer
- 2004: Covenant de John Everson (împărțit)
- 2004: Stained de Lee Thomas (împărțit) 
  - Black Fire de James Kidman
  - Move Under Ground de Nick Mamatas
- 2005: Scarecrow Gods de Weston Ochse
  - The Hides de Kealan Patrick Burke
  - Siren Promised de Alan M. Clark și Jeremy Robert Johnson
- 2006: Ghost Road Blues de Jonathan Maberry
  - The Keeper de Sarah Langan
  - Bloodstone de Nate Kenyon
  - The Harrowing de Alexandra Sokoloff
- 2007: Heart-Shaped Box de Joe Hill
  - I Will Rise de Michael Louis Calvillo
  - The Memory Tree de John R. Little
  - The Hollower de Mary SanGiovanni
- 2008: The Gentling Box de Lisa Mannetti
  - Midnight on Mourn Street de Christopher Conlon
  - Monster Behind the Wheel de Michael McCarty și Mark McLaughlin
  - The Suicide Collectors de David Oppegaard
  - Frozen Blood de Joel A. Sutherland
- 2009: Damnable de Hank Schwaeble
  - Breathers de S. G. Browne
  - Solomon's Grave de Daniel G. Keohane
  - The Little Sleep de Paul Tremblay
- 2010: Black & Orange de Benjamin Kane Ethridge (împărțit)
- 2010: The Castle of Los Angeles de Lisa Morton (împărțit)
  - A Book of Tongues de Gemma Files
  - Spellbent de Lucy A. Snyder
- 2011: Isis Unbound de Allyson Bird
  - Southern Gods de John Hornor Jacobs
  - The Lamplighters de Frazer Lee
  - The Panama Laugh de Thomas Roche
  - That Which Should Not Be de Brett J. Talley
- 2012: Life Rage de L. L. Soares
  - Charlotte Markham and the House of Darkling de Michael Boccacino
  - Wide Open de Deborah Coates
  - The Legend of the Pumpkin Thief de Charles Day
  - A Requiem for Dead Flies de Peter Dudar
  - Bad Glass de Richard Gropp
- 2013: The Evolutionist de Rena Mason
  - Candy House de Kate Jonez
  - The Year of the Storm de John Mantooth
  - Redheads de Jonathan Moore
  - Stoker’s Manuscript de Royce Prouty
- 2014:  Mr. Wicker de Maria Alexander [3]
  - Forsaken de J. D. Barker
  - Consumed de David Cronenberg
  - Return of the Mothman de Michael Knost
  - Bird Box de Josh Malerman
- 2015:  Mr. Suicide de Nicole Cushing [4]
  - Shutter de Courtney Alameda
  - We Are Monsters de Brian Kirk
  - Hannahwhere de John McIlveen
  - Riding the Centipede de John Claude Smith